# 施米恩
施米恩是奥地利蒂罗尔州因斯布鲁克兰县的一个市镇。总面积62.7平方公里，总人口895人，人口密度14.3人/平方公里（2011年）。